# Matthew George Easton
Matthew George Easton (3 de junho de 1823 - 27 de fevereiro de 1894) foi um ministro e escritor escocês. Sua obra mais conhecida é o Illustrated Bible Dictionary (1893), mais tarde conhecida como Easton's Bible Dictionary. Ele também é responsável pela tradução de dois comentário de Franz Delitzsch para o inglês.
Easton estudou na Universidade de Glasgow  e serviu como ministro da Igreja Presbiteriana Reformada em Girvan, depois em Darvel, depois na Igreja Livre Darvel de 1876 até a morte na fusão da RPC e da Igreja Livre da Escócia .